# Масбург
Масбург (њем. Masburg) општина је у њемачкој савезној држави Рајна-Палатинат. Једно је од 92 општинска средишта округа Кохем-Цел. Према процјени из 2010. у општини је живјело 1.089 становника. Посједује регионалну шифру (AGS) 7135058.

## Географски и демографски подаци
Масбург се налази у савезној држави Рајна-Палатинат у округу Кохем-Цел. Општина се налази на надморској висини од 490 метара. Површина општине износи 9,1 km². У самом мјесту је, према процјени из 2010. године, живјело 1.089 становника. Просјечна густина становништва износи 119 становника/km².